# Блочный лук

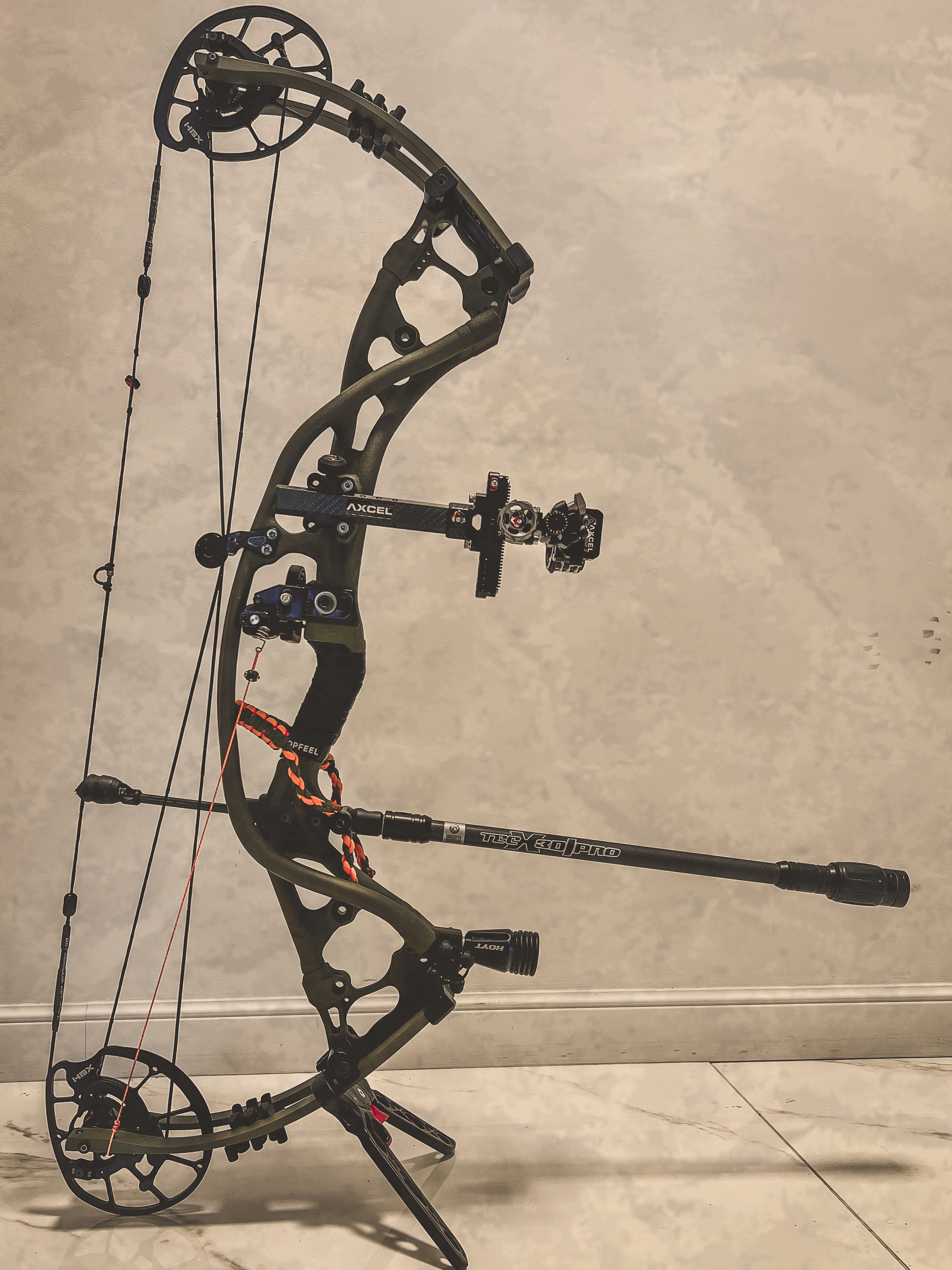

Блочный лук (англ. compound bow, компаунд) — тип лука особой конструкции, в которой используется система блоков и тросов для сжатия плеч лука. Система блоков дает стрелку механическое преимущество в силе натяжения тетивы. Блочные луки широко используются в стрельбе по мишеням и на охоте.

## История
В начале 1960-х годов малоизвестный изобретатель, охотник и рыбак Аллен Уилбур из штата Миссури был разочарован тем, что на охоте с луком не мог добывать белохвостого оленя. Олень мог отпрыгнуть и увернуться от медленно летящих охотничьих стрел. И в какой-то момент Аллен решил увеличить скорость полета стрелы. Он взял длинную рукоять лука, короткие плечи со значительной рекурсивностью и короткую легкую стрелу. Это дало небольшой прирост скорости стрелы, но слабую проникающую способность. Такой лук вскорости сломался. Тогда Аллен взял у сына школьный учебник по физике, изучил о накоплении и передаче кинетической энергии и пытался найти лучший способ сохранять энергию при натяжении тетивы и более эффективно накапливать ее в плечах лука. Он обнаружил что этого можно добиться, если использовать шкивы и дополнительные тросы к концам плеч лука. Аллен отпилил концы плеч лука, сделал пропилы и в них установил авиационные блоки, также изготовил длинную тетиву и собрал конструкцию похожую на таль. Такой лук снова не дал ощутимых улучшений.
Аллен часами размышлял над конструкцией лука, которая позволила быстрее выпускать стрелы. И в один из вечеров 1966 года его озарила мысль: «Что, если я расположу ось блока не по центру?». За несколько дней он изготовил эксцентрики из дерева, рукоятку из сосновых досок, а плечи из дубового паркета и собрал из этих частей блочный лук. Такая конструкция лука позволила значительно увеличить скорость полета стрелы по сравнению с рекурсивным луком, снизить усилие на 15 % при натяжении тетивы, сохранить силу натяжения постоянной, а не постепенно растущей, как у длинного лука.
Аллен Уилбур 23 июня 1966 года подал заявку на патент. Он был озаглавлен как «Лук для стрельбы с насадками, увеличивающими силу натяжения». Позже Аллен начал обращаться к производителям луков с предложением финансирования и серийного производства, маркетинга и продаж своего нового лука, но никто из компаний не заинтересовался. Аллен начал ограниченное производство луков и отправил для испытания свой блочный лук Тому Дженнингсу, который был техническим редактором журнала «World Archery Magazine», а так же основателем компании «Jennings Archery» по производству луков для охоты. Позже Дженнингс в майском номере журнала 1967 года написал статью, в которой по достоинству оценил диковинный лук. Его впечатлило, что блочный лук мог выпускать тяжелые стрелы и мог сбрасывать напряжение при натяжении тетивы. Том был уверен, что за этим луком будущее. Название «compound bow» происходит из названия статьи «Compounded Interest» (с англ. сложные проценты) сравнивая развитие блочного лука с быстрым приумножением средств за счет инвестирования.

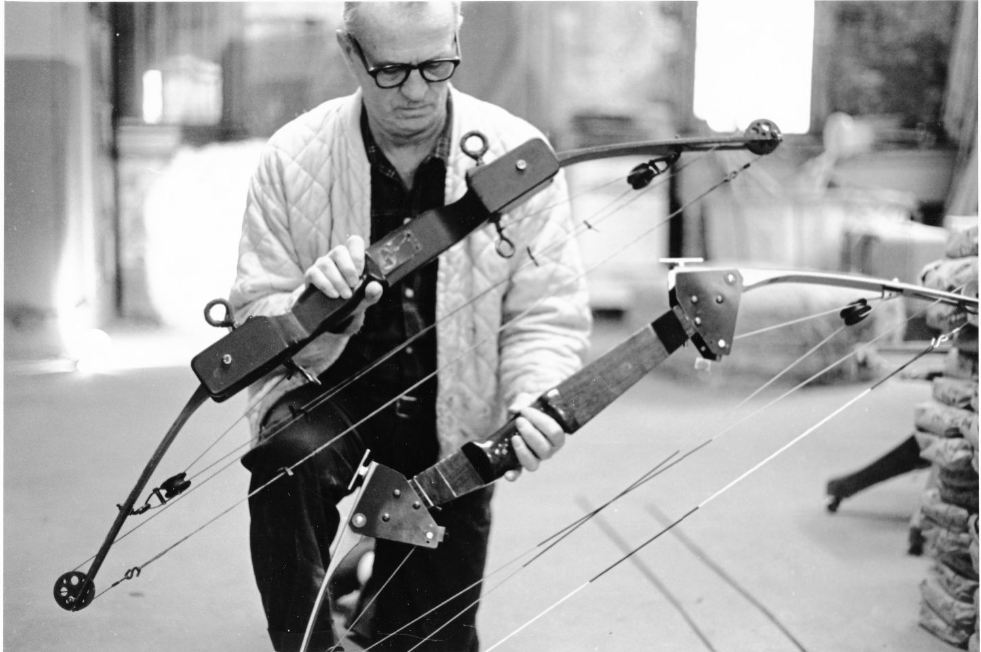
Уилбур Аллен на фабрике

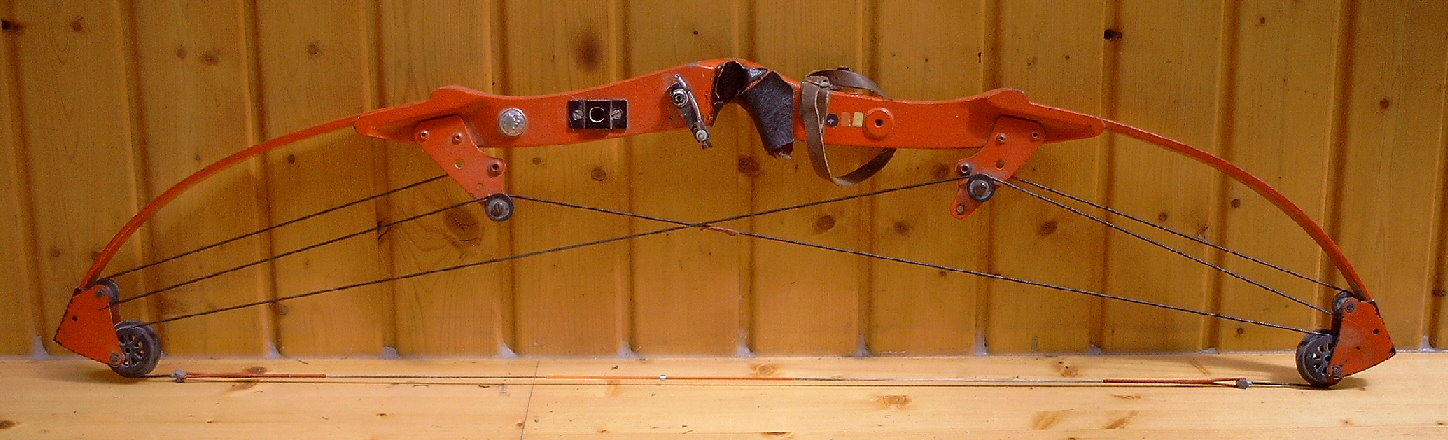
Лук с 4 блоками Whitetail Hunter от Bear Archery

Дженнингс и Аллен стали партнерами и начали усиленно сотрудничать. Том предложил некоторые изменения в блочном луке для повышения скорости и эффективности, изготовил для Аллена несколько рукояток и пар плеч для луков. Изменения в конструкции блочного лука происходили почти ежедневно, поскольку изобретатели узнавали и решали каждую проблему нового лука. Том в 1966 году получил разрешение Аллена на изготовление блочных луков, сменил название компании на «Jennings Compound Bow» (JCB) и вскоре прекратил изготавливать рекурсивные луки. В период с 1966 по 1971 год было изготовлено и продано 1200 луков. Луки выпускались под названием блочный лук Аллена. Новые модификации лука выпускались для устранения дефекта, который был обнаружен в первой модели. При стрельбе из такого лука перья стрелы задевали троса и нарушали прямой вылет стрелы. Так появились луки с 4 и 6 блоками. В них одна пара блоков повернута под углом к плоскости лука, за счет чего смещала троса в сторону. После проведения компанией образовательных программ по всему востоку, количество заказов на блочные луки выросли до 500 штук в месяц. Блочный лук набирал популярность среди охотников. За последующие 18 месяцев было продано 8,5 тыс. блочных луков.
В декабре 1969 года Аллен получил на свой лук патент № 3 486 495. В начале 1970-х годов Аллен выиграл в судебном деле против компаний, которые изготавливали блочные луки без лицензии и не делали отчисления за каждый проданный лук. Часть компаний прекратила производство блочных луков.
На собрании в Финиксе 7 февраля 1970 года национальная ассоциация полевой стрельбы из лука (NFAA) легализовала блочный лук. Он был разрешен во всех дивизионах. На соревнованиях стали появляться спортсмены с блочными луками. Блочный лук был представлен на 25 ежегодном национальном турнире NFAA в июле 1970 года в Ороре. Новый тип лука не вызывал особой негативной критики и общего недовольства среди стрелков до тех пор, пока на соревнованиях участники с блочными луками не стали занимать призовые места с рекордным количеством очков. Критике подверглось использование на соревнованиях релизов, устройств натяжения и удержания тетивы, как в рекурсивных луках с 1970 года, так и в блочных луках. В 1972 году на Открытом чемпионате США в Лас-Вегасе двое мужчин стреляя из блочных луков с помощью релизов набрали за 2 круга 600 очков из 600 возможных.
В 1972 году к продажам блочных луков присоединились еще 2 компании: Carroll Archery Products из Моаба и Olympus из Хьюстона. Большинство ранних блочных луков наследовали дизайн Аллена с использованием либо четырех, либо шести блоков и были неудобными, сложными в настройке. У первых продаваемых блочных луков одной из проблем был неравномерный поворот эксцентриков из-за механизма регулировки тросов. Трос проскальзывал в механизме и не подавался одинаково на эксцентрики.
Значительным скачком в развитии блочных луков был переход от деревянных рукояток к металлическим. Так в 1973 году компания PSE выпускает первый блочный лук с металлической рукояткой из магния. Магний позволил облегчить лук и сделать узким упор для лучной руки, что снизило крутящий момент.
К 1974 году 8 компаний продавали блочные луки. Компания Дженнингса продавала больше блочных луков чем производила. В этом же году JCB выпускает удачной конструкции популярный двухблочный лук Jennings Model T. За первый год было продано 60 тыс. штук. Важным отличием и преимуществом его были простота в настройке и обслуживании, стоимость, новый дизайн рукоятки. В названии лука буква T осталась от первоначальной рукоятки которую проектировал Дженнингс. Место крепления плечей рукоятки выглядело как буква T, но вскоре отказался от такого дизайна и оставил карман, в который устанавливалось плечо лука. Но внутри компании уже прижилось такое название лука.
Компания Martin Archery представляет в 1974 году лук Kam Act, который совмещает в себе простой и блочный лук. На алюминиевой рукоятке имеется пара жестких выступов, на которых расположены блоки. Блоки соединены тросами с гибкими плечами установленными на рукоятке. Поворот блоков синхронизирован тросами, они убраны в боковую часть рукоятки. Важными особенностями этого лука является возможность регулировки максимальной силы натяжения тетивы 30—65 фунтов за счет поворота силового блока в одну из 8 позиций и регулировка длины растяжки. Лук предназначался как для охоты, так и для спорта с быстрой и простой настройкой параметров.
Аллен упорно добивался одобрения государственных охотничьих агентств на использование блочного лука на охоте. В 1976 году блочный лук был разрешен во всех штатах Америки, кроме Джорджии.
В 1976 году компания Martin Archery выпускает первый одноблочный лук DynaBo, разработанный Леонардом Саббером. Единственный серповидный эксцентрик крепился в неподвижной нижней части рукоятки на алюминиевой раме. Через блок проходили тетива, трос и закреплялись на верхнем плече лука. Одинарный блок устранил необходимость синхронизации двух блоков и не утяжелял подвижное плечо своей массой. У такого лука не было снижения усилия при натяжении тетивы, как у двухблочного лука. Предназначался для стрельбы тяжелыми стрелами и в отличие от других луков давал преимущество в скорости стрелы при одинаковой силе натяжения луков. DynaBo не был принят для участия в соревнованиях NFAA, потому что не соответствовал спецификациям.
В США к 1977 году было доступно 100 различных моделей блочных луков и только 50 остальных луков.
На протяжении 1970-х годов компании боролись с задеванием перьев стрелы о троса в момент выстрела. Для устранения делали бинарные эксцентрики с одним жёлобом для тетивы вторым для троса. Также делали широкие эксцентрики на одном краю которого жёлоб для тетивы, на другом для троса, образуя зазор между тетивой и тросами. Еще делали эксцентрики со спиральным жёлобом для троса. При повороте такого блока трос по жёлобу уводился в сторону от тетивы. Решением послужила жёсткая рейка, прикрепленная к рукоятке которая отводила троса в сторону от плоскости вылета стрелы вне зависимости от положения блоков. На ранних моделях лука использовались парные отводы.
Другой проблемой была синхронизация блоков. Поворот эксцентриков до выстрела и после был разным. Могла проскальзывать тетива или один эксцентрик обгонял другой, меняя направление полета стрелы. У блоков круглой формы с осью, проходящей через центр, такой проблемы не было в отличие от эксцентриков. Чтобы устранить разницу в углах поворота эксцентриков, симметрично располагали на рукоятке, тросах или плечах лука узлы регулировки тросов, с помощью которых можно удлинять или укорачивать троса, тем самым поворачивали нужный эксцентрик и добивались их синхронной работы.

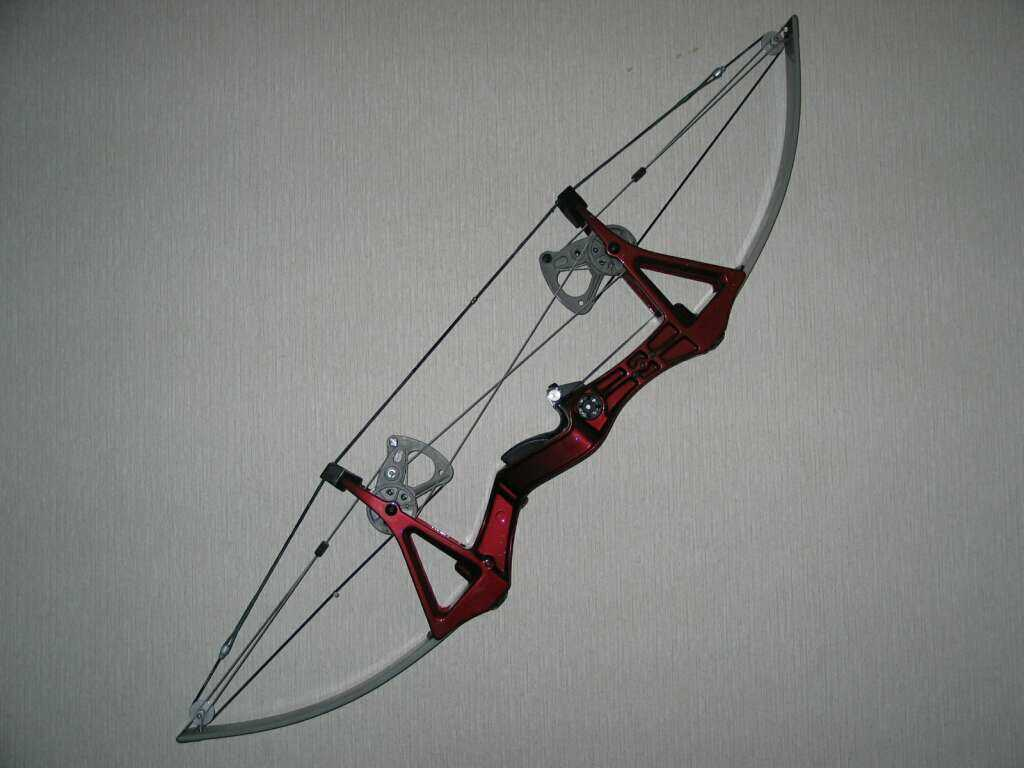
Delta V от Bear Archery, 1981 год

В 1981 году выходит блочный лук Delta V от Bear Archery, разработанный Джорджом Троттером. Этот лук назывался самым быстрым в мире и первым блочным луком с центр-шотом, геометрической серединой рукояти, на которой лежит стрела. Этот лук имел, помимо эксцентриков на концах плеч, пару блоков с эллиптическими формами на станине металлической рукоятки. Блоки были сменными и имели регулировки силы натяжения тетивы, длину растяжки. Имелись ударные ограничители тетивы, заглушающие колебания тетивы после выстрела. Delta V оказался слишком сложным для большинства любителей стрельбы из лука и через несколько лет перестал производиться.
Компания Hoyt/Easton изготавливает под заказ блочный лук для съемок фильма Рэмбо: Первая кровь 2, а в 1985 году выпускает коммерческую версию лука Hoyt Spectra Rambo.
В 1980-х годах происходит разделение тросов и тетивы. Тетива закрепляется непосредственно на блок, а не на трос через крючки. С самого начала изобретения блочного лука для передачи тягового усилия плечам использовались стальные троса. В конце 1980-х годов металлические троса стали заменяться на более легкие скрученные нити из синтетических волокон, такого же материала, как и тетива.
После одобрения блочного лука различными федерациями стрельбы из лука в 1970-х годах лук начал набирать популярность на соревнованиях, так что пришлось добавить новые правила и классы. Длина блочного лука составляла 48—52 дюймов и тетиву растягивали тремя пальцами. Когда было одобрено для соревнований механические спусковые устройства — релизы, в конце 1980-х годах луки стали изготавливать более короткими 41—45 дюймов. В луках стали устанавливать плечи в горизонтальном положении, концы плеч могли перемещаться в вертикальной плоскости, что приводило к стабильному выстрелу.
По другую сторону Атлантики блочный лук появился в 1973 году, когда во время чемпионата Европы в Германии английский плотник, столяр и стрелок из рекурсивного лука Крис Джонс познакомился с американским военнослужащим, стреляющего из блочного лука. Крис сразу же понравился новый лук и захотел себе такой же. В Англии не продавался такой лук и тогда Крис попросил друга привезти из США новый лук. С этим луком принял участие в множестве турниров и выигрывал. Внимательно изучив свой блочный лук, он изготовил 10 подобных луков и быстро распродал их. Это укрепило решимость Криса представить блочный лук более широкому кругу стрелков, но закупать его за границей было очень сложно и дорого. И Джонс основывает в 1975 году компанию Merlin bow по производству луков в Англии. В 1990 году был выпущен первый блочный лук Merlin Omega с механической обработкой на станке с ЧПУ.

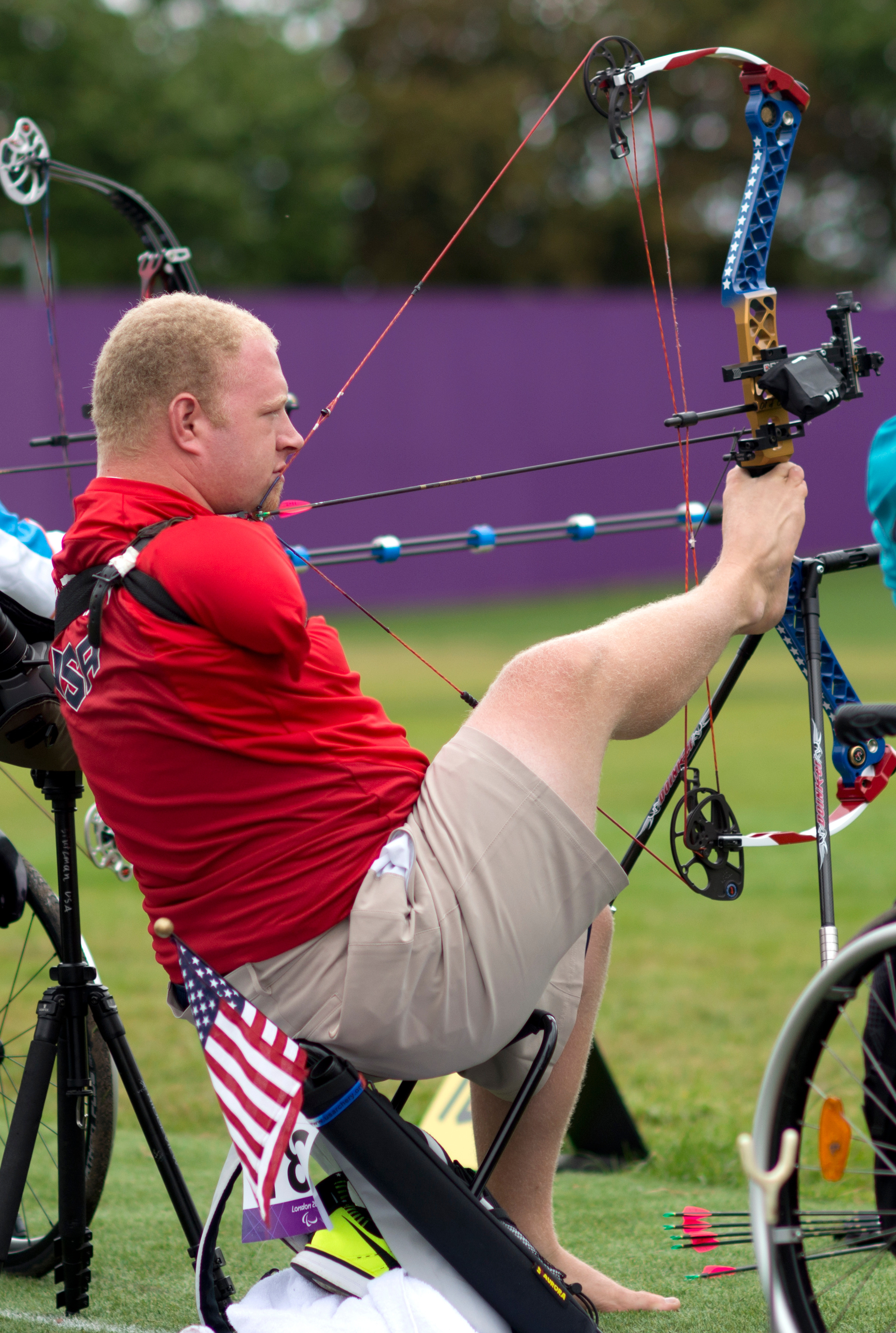
Мэтт Штуцман на Паралимпийских играх 2012 года

Всемирная федерация стрельбы из лука приняла блочный лук как новый класс и впервые блочный лук был представлен на чемпионате мира по стрельбе из лука в 1995 году в Джакарте наравне с олимпийским луком. Блочный лук включен в дисциплины 3Д и паралимпийской стрельбы из лука. По состоянию на 2023 год блочный лук так и не включен в правила Олимпийских игр.
В России блочный лук начал свою историю в середине 1990-х годов, а первые победы на международных соревнованиях в классе блочный лук принесла женская команда в 2002 году на чемпионате Европы по стрельбе из лука и бронзу в личном зачете на чемпионате мира по стрельбе из лука 2005 года.

## Устройство
Блочный лук состоит из: блоков-эксцентриков, плеч лука, рукоятки, прицела, тетивы, тросов, пип-сайта, полочки для стрелы, отвода с бегунком, стабилизаторов, системы остановки тетивы.

График зависимости силы натяжения тетивы блочного лука от длины растяжки

В луках используются тросы и блоки для накопления энергии и уменьшения удерживаемого веса лука при полном натяжении тетивы. Снижение веса называется «сбросом» (англ. let off) и показывает процент от максимального натягиваемого веса лука, который лучник удерживает при полном натяжении. Сброс позволяет стрелкам удерживать натянутый лук дольше, чем рекурсивные луки. Это помогает выполнять более точные выстрелы. Современные блочные луки имеют сброс усилия до 90 %.
Другое преимущество лука это ускорение стрелы. В обычном луке максимальное усилие достигается на полной длине растяжки, и импульс передаваемый стреле непрерывно уменьшается с момента выпуска тетивы до тех пор, пока стрела не покинет тетиву. В блочном луке происходит прямо противоположное. Стрела проходя пик максимального натяжения тетивы будет иметь некоторый импульс, что приводит к более эффективной передаче энергии стреле, высокой скорости вылета стрелы и более низкой траектории.

### Блоки
Особенностью блочного лука является наличие на концах плеч блоков-эксцентриков, которые соединены друг с другом системой тросов для синхронной работы.

В современных луках используется 4 основных конструкции блоков.
Двойные блоки (англ. twin-cam) самая старая конструкция. Два симметричных блока круглой или эллиптической формы прикрепленные к концам плеч через ось и синхронизированы с помощью двух тросов. Один конец троса крепится к блоку, а второй разделенный на 2 части к концам оси лука. Одинаковость блоков обеспечивает правильную синхронизацию, скорость вылета стрелы и идеально прямой ход тетивы, но повышенный шум при выстреле. Двойные блоки требуют более тонкой настройки синхронизации. Так как оба блока не зависимы друг от друга, то их необходимо настраивать индивидуально. Использование разделенных на двое тросов позволяет легко регулировать наклон блоков, что делает процесс настройки проще. Из-за вытягивания материала из которого изготовлены троса, блоки склонны к рассинхронизации. Такой вид блоков используется на современных луках как Hoyt Kobalt, серия Core от PSE, Martin HTR и Triden
Одинарные блоки (англ. solocam) самая простая конструкция. Используется один ведущий эллиптический блок закрепленный на нижнем плече и один ведомый круглый блок на верхнем плече. Тетива одним концом крепится к нижнему блоку, проходит через верхний блок и затем обратно на нижний блок. Трос используется один, верхняя часть троса разделена на 2 части и закреплена на концах оси верхнего блока, нижняя часть закреплена на нижнем блоке. Одинарные блоки просты в настройке из-за одного силового блока и у них нет проблем с синхронизацией. Они также плавны и бесшумны при стрельбе, но работают медленнее и менее мощны чем другие виды блоков. Проблема может возникать в движении тетивы. Так как один блок ведущий, то в момент выстрела первым натягивает тетиву, тем самым смещая стрелу вниз до тех пор, пока верхний блок не уравновесит давление на тетиву. Это приводит к небольшому отклонению первоначальной линии движения стрелы. Такой вид блоков используется на современных луках как Mathews Conquest 4, PSE Stinger, Bear RTH.
Гибридные блоки являются дальнейшим развитием конструкций блоков. Конструкция представляет собой два асимметричных эллиптических блока. Нижний блок силовой, верхний управляющий и следует за движениями нижнего. Первый трос идет от нижнего блока, разделен на 2 части и закреплен на концах оси верхнего блока. Второй трос используется для синхронизации блоков и соединяет оба блока. Гибридная конструкция предназначена для решения проблемы синхронизации блоков. Оба блока автоматически синхронизированы, что упрощает настройку гибридного лука и требует меньшего технического обслуживания. Такие луки тихие, очень мощные и обладают хорошей начальной скоростью полета стрелы. Такой вид блоков используется на современных луках как Hoyt Stratos и некоторых моделях Bear RTH.
Бинарные блоки являются развитием гибридных блоков. Конструкция состоит из двух силовых симметричных блоков. Используются два одинаковых троса. Трос верхнего блока соединяет нижний блок, второй трос нижнего блока соединяет верхний блок. Образуется само корректирующаяся система, оба блока зависят от движений друг друга, это устраняет проблемы с синхронизацией блоков и обеспечивает ровный вылет стрелы. Луки с бинарными блоками накапливают достаточную мощность и обладают высокой точностью по сравнению с предыдущими системами блоков. Сложная конструкция блоков и тросов требует частого технического обслуживания и настройки. Отличается регулировка наклона блока, путем использования проставок разного размера, которые устанавливаются на ось между блоком и плечом. Проставка компенсирует наклон блока к плоскости стрелы. Такой вид блоков используется на современных луках как PSE Dominator Duo, Mathews TRX и Hoyt Altus.

### Плечи
Плечи лука связывают блоки и тетиву с рукояткой. На рукоятке вверху и низу имеются карманы для плеч, изготовленные из АБС-пластика или обработанного алюминия. Карманы крепятся болтами, они регулируют наклон плеч и силу натяжения тетивы. Затягивание болтов или ослабление, увеличит или уменьшит силу натяжения соответственно. Плечи при сгибании накапливают энергию, которая затем передается стреле при выстреле. Они изготавливаются из стекловолокна, карбона или других композитных материалов и могут комбинироваться по слоям.

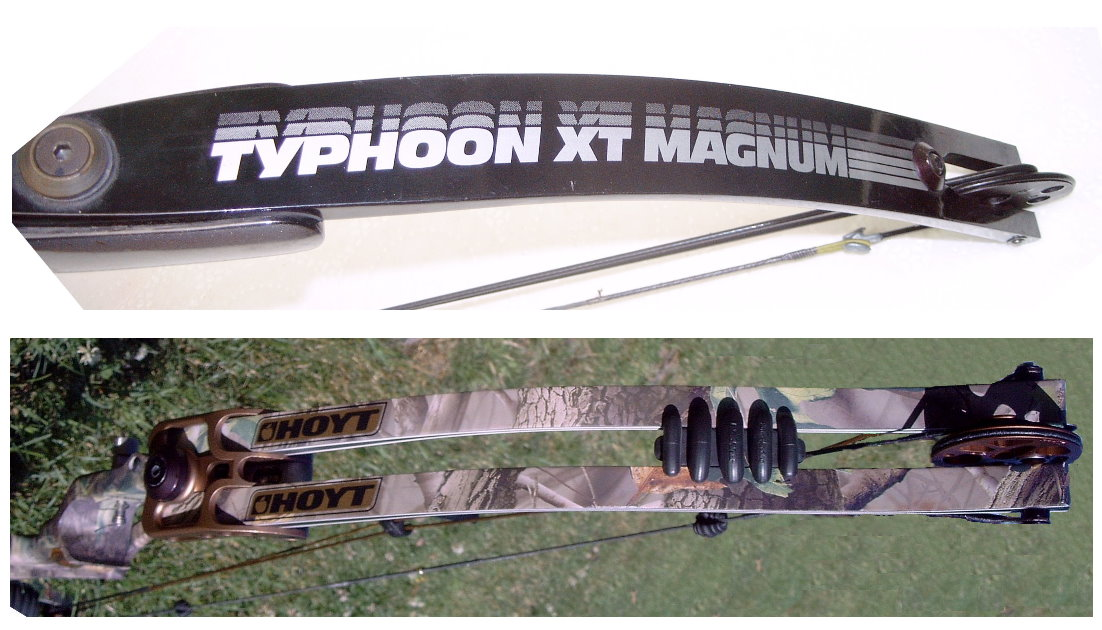

Плечи бывают цельными или разделенные на 2 ламели. Цельные более подвержены повреждениям, могут трескаться после многократного сгибания. Повреждения связаны с распределением нагрузки блока на каждое плечо. Если плечо разделить вдоль на 3 равные части, то максимальное усилие испытывают боковые части плеча. На среднюю часть усилие передается только за счет силы сцепления материала с боковыми частями. Возникают поперечные напряжения в месте пропила для блока. Тесты таких плеч показывают, что они выходят из строя после 25 холостых выстрелов.
В разделенных плечах распределение нагрузки равномерное. Выдерживают до 1000 холостых выстрелов.

### Рукоятка
Рукоятка это основная часть лука, которая соединяет все части лука воедино. Изготавливается из карбона или алюминия путем литья, либо обработкой на станке с ЧПУ. Рукоятка перфорирована для уменьшения массы лука не теряя при этом прочности. Имеются универсальные резьбовые соединения для навесного оборудования, крепится прицел, полка для стрелы, стабилизаторы, кивер.

### Прицел

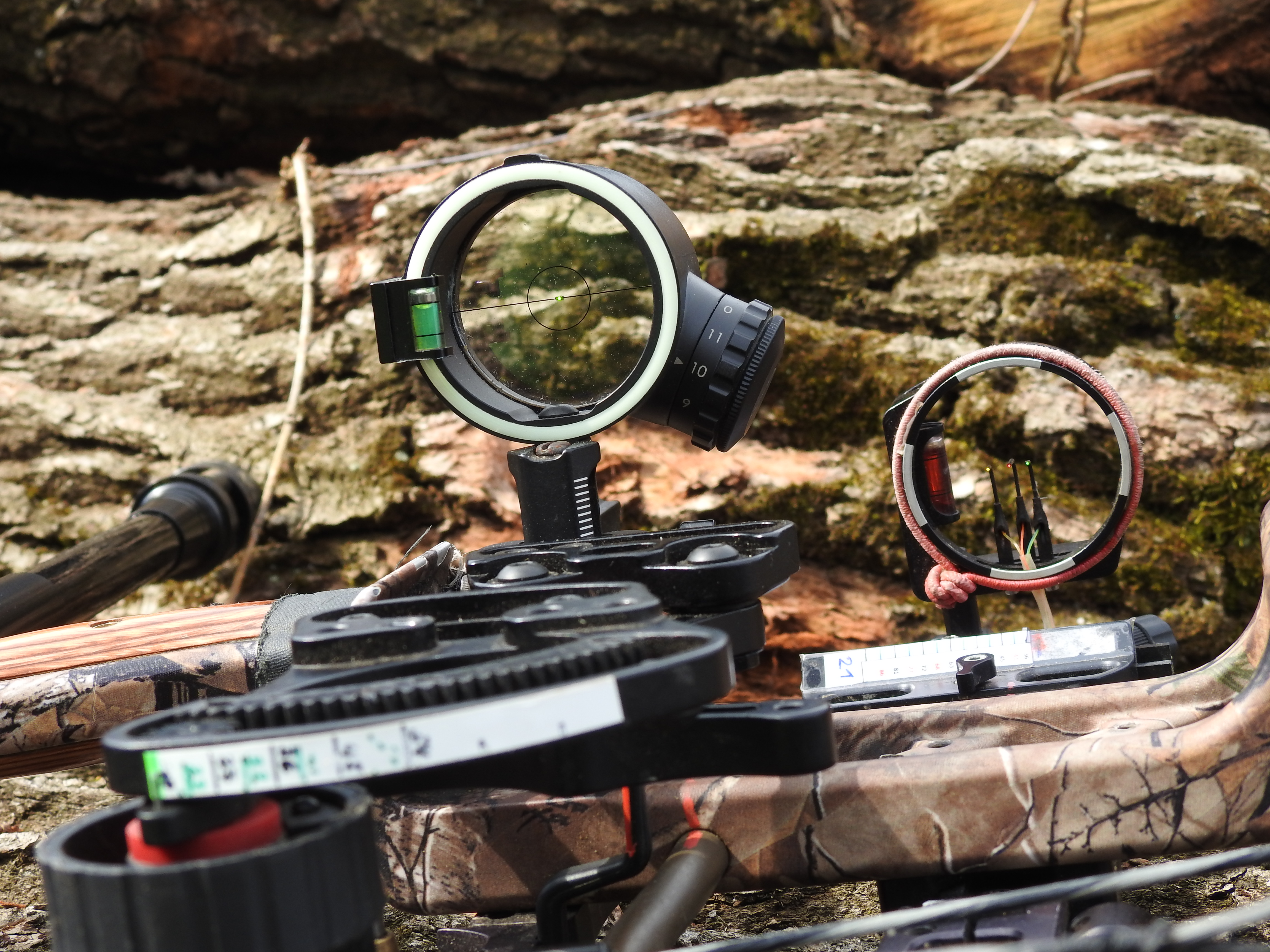

Прицел расположен перед луком и имеет круглый корпус на конце. Внутри этого корпуса может находиться один прицельный пин, несколько пинов или линза с точкой на ней, а так же уровень горизонта. Прицелы с одним пином регулируются за счет сдвига всего корпуса прицела вверх или вниз для стрельбы на разные расстояния. В многопиновом прицеле обычно используется три, пять или семь регулируемых прицельных пинов, каждый пин соответствует своему расстоянию и регулируется отдельно.

### Полочка
Полочка с «усиками» очень простая конструкция, сводит к минимуму контакт со стрелой и является достаточно надежной. Полочка состоит из двух заостренных штырей или одного лезвия, которые направлены вверх для поддержки стрелы. Недостатком является то, что стрела может легко выпасть с полки при наклонах лука, что неприемлемо для охотников с луком. Такие полки подходят лучше всего для спортсменов.
Полочка со «щетиной» разработана для решения проблемы полочки с «усиками», обеспечивает полный охват, поддержку и предотвращает выпадение стрелы с полочки. Полочка идеальна для охоты, где стрельба иногда ведется под необычными углами или для передвижения со стрелой на тетиве, но не обеспечивает идеальной точности.
Падающая полочка самая технологическая и обеспечивает высокую точность, обычно имеет полный охват стрелы, при выстреле падает вниз от стрелы. Полочки различают по месту крепления привода и разделяются на приводные от плеч и приводные от троса. Полочка соединена шнуром с нижним плечом или тросом и работает за счет их перемещений. При натяжении тетивы — полочка подымается, при выстреле — падает. Получается так что в момент выстрела полочка не касается стрелы, что обеспечивает хорошую точность. Недостатком полочки является сложность в настройке.

### Тетива
Тетива служит для вращения блоков лука и передачи усилий разгибающихся плеч на стрелу. На концах тетива имеет петли для закрепления на блоках, в середине расположено гнездо для стрелы и D-петля для релиза, выше гнезда устанавливается пип-сайт. При выстреле тетива получает значительную нагрузку, поэтому она должна выдерживать большое количество выстрелов, обладать долговечностью, живучестью, легкой и высоким сопротивлением на разрыв. Для изготовления тетивы применяются нити из синтетических волокон типа дакрон, кевлар, дайнима, Fast Flight. Качественная тетива выдерживает 5000—10 000 выстрелов.

### Пип-сайт

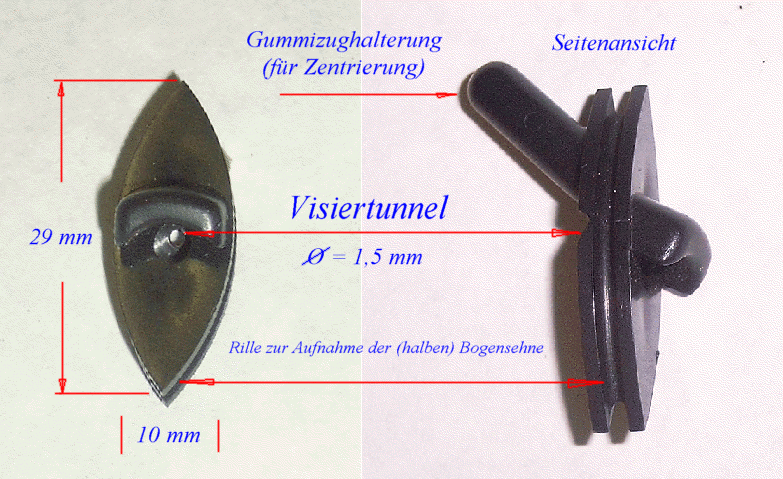
Пип-сайт

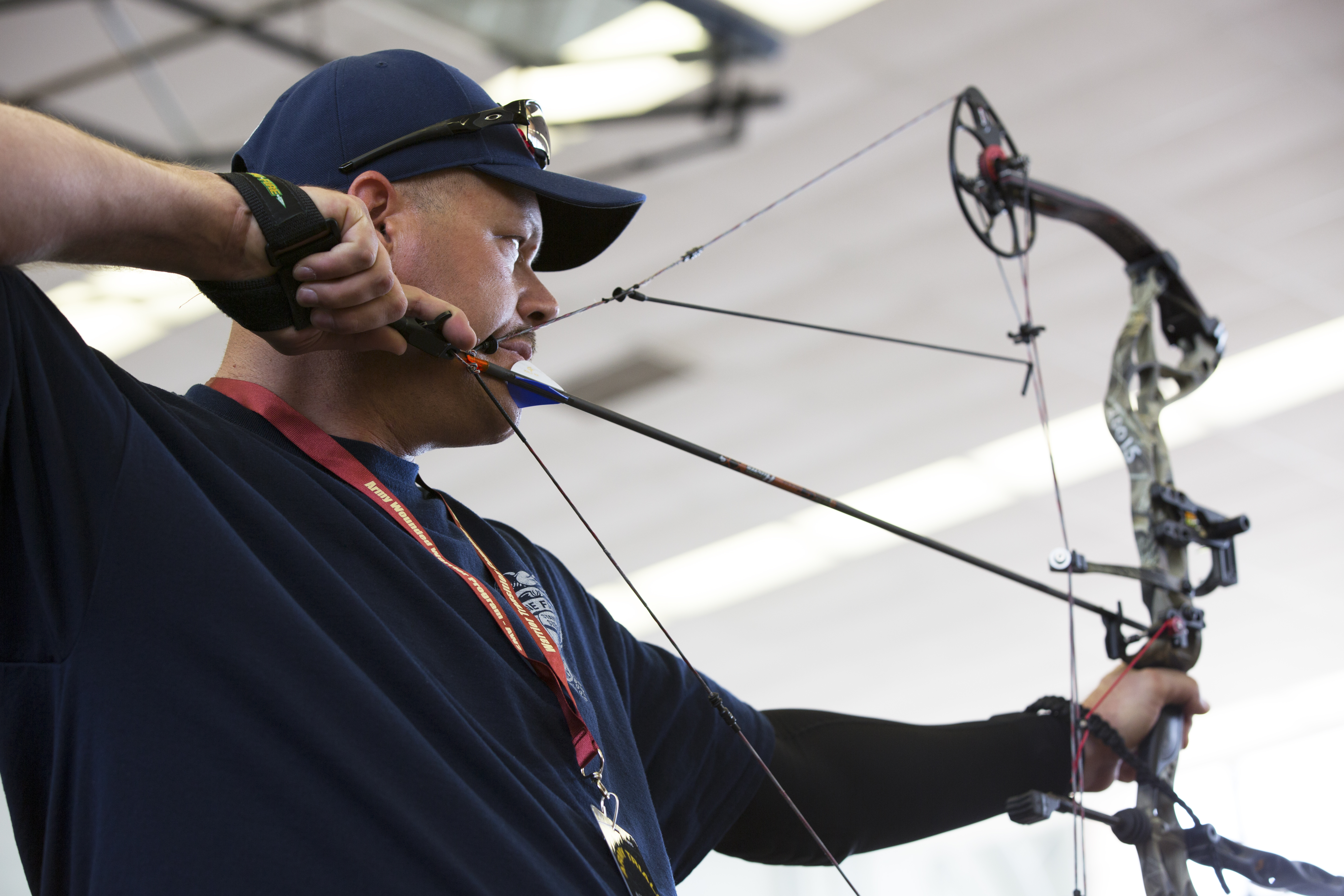
Пип-сайт соединен силиконовым ниппелем с тросом

Пип-сайт элемент лука в виде маленького кольца с разными апертурами. Устанавливается непосредственно в тетиву между равным количеством нитей, напротив глаза стрелка перед выстрелом. Предназначен для совмещения с основным прицелом, выстраивая линию глаз — пип-сайт — прицел — точка на мишени и позволяет сузить поле зрения для лучшего прицеливания. С уменьшением апертуры снижается и способность собирать свет, что затрудняет видимость цели при плохом освещении. Пип-сайт изготавливается из полимерных материалов, алюминия, карбона, титана.

### Тросы
Тросы обеспечивают правильное вращение блоков во время натяжения тетивы и сжимают оба плеча, чтобы запасти энергию, передаваемую стреле. Изготавливаются из тех же материалов что тетива, но с большим числом нитей.

### Отвод
Отвод тросов представляет собой алюминиевую или карбоновую трубку, закрепленную на внутренней стороне рукоятки. На отводе может быть расположен бегунок из тефлона и металлических роликов для уменьшения трения тросов об отвод. Отвод предназначен для того чтобы троса не попадали в плоскость полета стрелы и на руку лучника.

### Стабилизаторы
Стабилизаторы предназначены для сохранения относительного покоя лука во всех плоскостях при полном натяжении тетивы, а также для поглощения вибраций при выстреле. Дополнительным грузом на концах стабилизаторов можно регулировать инертную массу лука. Различают стабилизаторы для охоты длиной 4—12 дюймов для легкого передвижения по лесу и стабилизаторы для спортивной стрельбы 24—48 дюймов.

### Система остановки тетивы
Система остановки тетивы (англ. String Suppressor, STS) служит для остановки перемещения тетивы вперед после выстрела, что помогает снизить шум и вибрацию. Устанавливается на внутренней стороне рукоятки за стабилизатором лука. Изготавливается из алюминиевого или из карбонового стержня с резиновым наконечником. Рекомендуется дополнительно усиливать тетиву обмоточной нитью в месте контакта с системой, а также оставлять зазор до 1/8 дюйма между тетивой и системой.

### Расстояние между осями
Говоря о длине лука имеется в виду длину между осями (англ. Axle to Axle Length, ATA) блоков лука в состоянии покоя. С уменьшением ATA лука уменьшается угол, который образует тетива лука в натянутом состоянии. С изменением ATA лука опорные точки лучника будут немного другими. Лук с большим ATA больше прощает ошибки лучника и имеет более плавный процесс натягивания, лук с меньшим ATA проще в использовании и обеспечивает более высокую скорость полета стрелы.

### Релиз
Релиз — это небольшое механическое устройство для натяжения, удержания и выпуска тетивы. Он помогает стрелку выпускать тетиву однообразно, делать «чистый» и точный выстрел. Релиз цепляется крючком или клещами за D-петлю или непосредственно за тетиву в месте под стрелой. Релиз может иметь регулировочные винты для индивидуальной настройки. Регулировка хода позволяет настроить разницу между началом движения спускового механизма и его срабатыванием. Регулировка чувствительности влияет на силу, которую надо приложить для срабатывания спускового механизма и выпуска тетивы.
Релизы различают по виду.

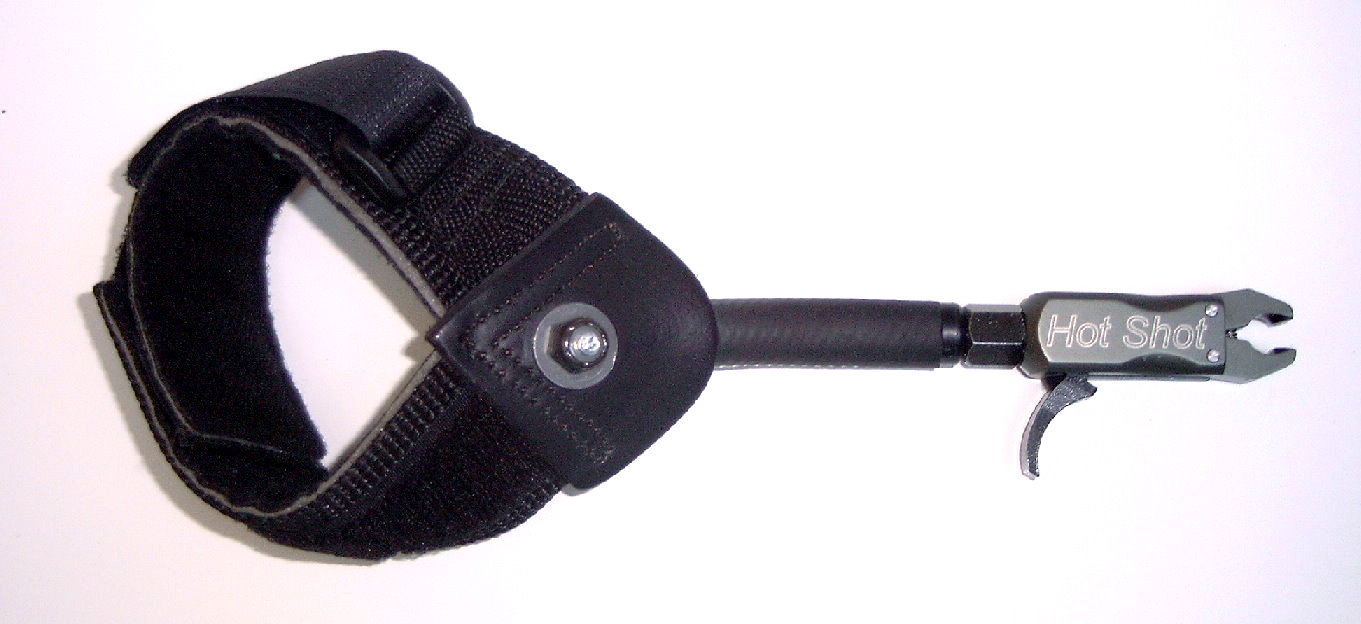
Запястный релиз

Запястный или подвесной релиз крепится ремнем на запястье, при этом кисть не напряжена и свободна. Такой релиз нельзя выронить и удобен для охотников с луком.

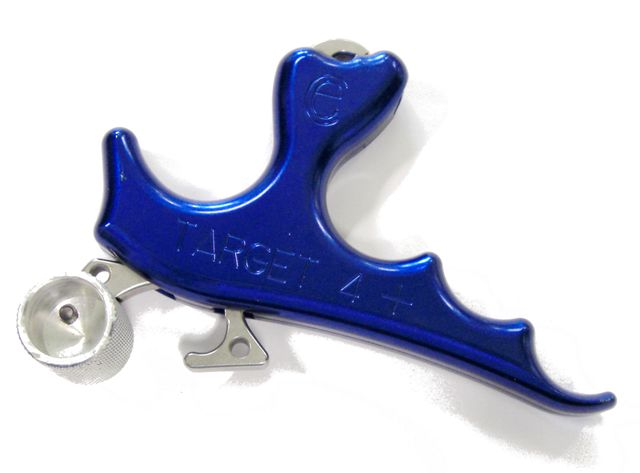
Кистевой релиз

Кистевой или Т-образный релиз стрелок удерживает 2—4 пальцами руки. В основном используется спортсменами.
Гибридный совмещает в себе запястный и кистевой релизы.
Релизы различают по принципу действия.
Нажимной релиз срабатывает от нажатия большим или указательным пальцем на спусковой механизм и немедленно выпускает тетиву.
Поворотный релиз срабатывает за счет вращения релиза в руке стрелка. Вращение задается плавным расслаблением указательного и большого пальцев. Такой релиз привносит эффект неожиданности выстрела, что помогает избежать вздрагиваний и целевой паники, так как стрелок точно не знает, когда произойдет выстрел.
Дотяжной релиз срабатывает при полном натяжении тетивы и после снятия с предохранителя путем его нажатия или отпускания, в зависимости от конструкции релиза. Предохранитель необходим для прохождения пиковой силы натяжения тетивы. Выстрел происходит не сразу, а после достижения необходимого давления на релиз, поэтому для срабатывания релиза необходима постоянная тяга лучника. Уровень давления регулируется стрелком в релизе индивидуально и устанавливается на несколько фунтов больше, чем сила натяжения тетивы после сброса. Релиз используется стрелками по тем же причинам, что и поворотный.
Релиз с таймером имеет временную задержку перед выстрелом. Используется гидравлический таймер, который запускается после нажатия на спусковой механизм. Время задержки индивидуально регулируется в пределах от нуля до нескольких секунд. Преимущество таких релизов в четком и контролируемом спуске.
Нестреляющий релиз не имеет подвижных частей, выполнен в виде крюка и не дает выпускать тетиву. Используется при настройке лука, проведении различных измерений характеристик лука и для оттачивания техники стрельбы во время тренировки.

## Блочный лук в искусстве
- Рэмбо: Первая кровь 2
- Придурки из Хаззарда
- Рождённый американцем
- Weiß Kreuz (Белый крест)